# Lambda latina
Lambda latina es una letra del alfabeto latino extendido basada en la lambda del alfabeto griego. Se utiliza en las lenguas Heiltsuk, Liqʼwala, Kwakʼwala y Pilagá. En estas lenguas, la lambda latina representa una variedad de fonemas laterales. La variante en minúscula se ve homoglifa a la lambda griega minúscula. La variante en mayúsculas se diferencia de lambda en que se parece a una Y dada la vuelta.

## Uso
La letra aparece en el dialecto liqʼwala del idioma kwakʼwala, donde representa /tɬ/. En kwakʼwala, también se puede utilizar la lambda latina en lugar del dígrafo ⟨dƚ⟩.
En el dialecto heiltsuk del wakash del Norte, la lambda latina representa /tɬ/ y alternativamente se puede escribir como ⟨dh⟩.

## Codificación digital
En Unicode, la lambda latina fue codificada en el bloque Latín Extendido-B, la mayúscula en de Unicode en la posición U+A7DA y la minúscula en U+A7DB, en la versión 16.0 publicada en septiembre de 2024, por lo que su soporte es limitado. La inclusión explícita de esta letra fue propuesta en 2021. No obstante, la lambda latina con barra (ƛ) sí aparecía desde antes en Unicode aunque solo en su forma minúscula, ya que era parte del alfabeto fonético americanista.
Debido al tiempo que lambda latina no tuvo ningún punto de código asignado, se puede reemplazar con el carácter de la letra griega (λ). Para la mayúscula existe en Unicode una letra similar: ⅄ (U+2144), llamada Y mayúscula girada.
| Carácter      | Ꟛ                           | Ꟛ                           | ꟛ                         | ꟛ                         |
| ------------- | --------------------------- | --------------------------- | ------------------------- | ------------------------- |
| Unicode       | LATIN CAPITAL LETTER LAMBDA | LATIN CAPITAL LETTER LAMBDA | LATIN SMALL LETTER LAMBDA | LATIN SMALL LETTER LAMBDA |
| Codificación  | decimal                     | hex                         | decimal                   | hex                       |
| Unicode       | 42970                       | U+A7DA                      | 42971                     | U+A7DB                    |
| UTF-8         | 234 159 154                 | EA 9F 9A                    | 234 159 155               | EA 9F 9B                  |
| Ref. numérica | &#42970;                    | &#xA7DA;                    | &#42971;                  | &#xA7DB;                  |